# Bier in Chile
Das Bier in Chile hat seinen Ursprung in der deutschen Brauerei, da deutsche Einwanderer Mitte des 19. Jahrhunderts die Vorreiter für die Entwicklung der Bierindustrie in diesem Land waren. Das am häufigsten gebraute Bier in Chile ist das helles Lagerbier, unter ihnen sticht das Pilsener hervor, das sich im ganzen Land großer historischer Beliebtheit erfreut.

## Geschichte

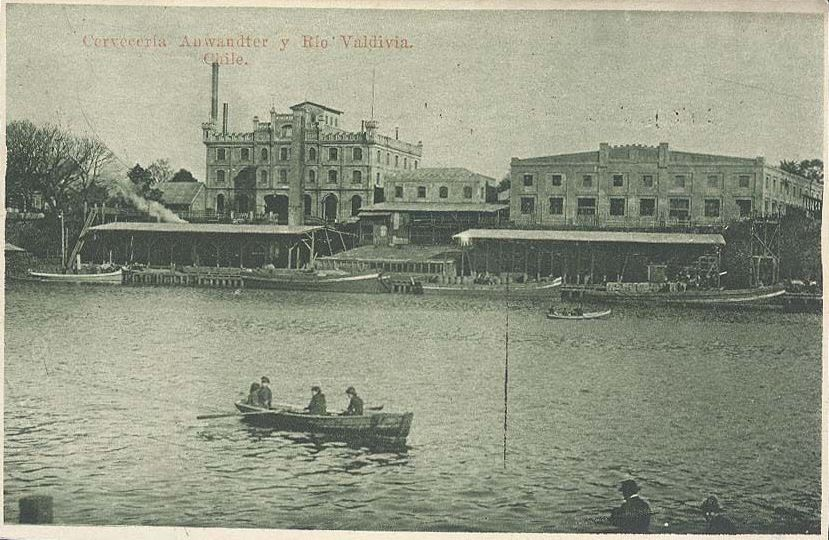
Andwanter-Brauerei am Ufer des Flusses Valdivia, Stadt Valdivia (ca. 1900)

In der Zeit vor der spanischen Eroberung stellten indigene Völker ihre eigenen fermentierten Getränke mit unterschiedlichem Alkoholgehalt her. Im Norden des Landes basierte die Zubereitung von „Chicha“ auf fermentiertem Mais, während im Süden Chiles die Mapuches „Muday“ zubereiteten, eine Mischung aus fermentierten Samen. Obwohl diese nach Verfahren hergestellt werden, die denen der Brauerei ähneln, gelten sie in Lateinamerika nicht als „Bier“, ihre Ähnlichkeit wird jedoch anerkannt. Während der Herrschaft des spanischen Kolonialreichs brachten iberische Europäer neben der Trauben- und Apfel-Chicha-Variante auch die Herstellung anderer Getränke wie Wein und Aguardiente mit.
Die Bierindustrie begann auf chilenischem Territorium gerade erst, als die nationale Unabhängigkeit erlangt wurde. Ein chilenisches Gesetz aus dem Jahr 1845, das die Ankunft von Einwanderern germanischer Herkunft, die von Kolonisationsagenten ausgewählt wurden, erleichterte, erlaubte ihnen, die ersten Brauereien hauptsächlich im Gebiet der Regionen Los Lagos und Los Ríos zu errichten. Die drei ersten und bedeutendsten Brauereien des Landes im 19. Jahrhundert waren die Brauerei Andwanter in Valdivia, die Brauerei Aubel in Osorno und die Brauerei Ebner in Santiago, deren Namen auf den deutschen Ursprung der Nachnamen ihrer Besitzer hinweisen. Der Verkauf von Bier verzeichnete ein rasantes Wachstum und wurde zunächst vor allem von der deutschsprachigen Gemeinschaft sowie von anderen europäischen Einwanderern mit einer langen Tradition im Brauen und Konsumieren dieses Getränks erworben, wie etwa den Iren und Briten, die sich in den Hafenstädten von Valparaíso, Punta Arenas und Antofagasta niederließen. Bis zum Ende des 19. Jahrhunderts war der Biervertrieb landesweit verbreitet.

## Lokale Biermischgetränke
In Chile sind Biermischgetränke beliebt, die aus der eigenen nationalen Cocktailbar stammen. Zu den am häufigsten konsumierten gehören:
- Fanschop: Es besteht aus einer Mischung des kohlensäurehaltigen Orangenerfrischungsgetränks (Handelsname Fanta) mit Bier, serviert in einem Schoppen.
- Malz mit Ei: Schwarzbier aus Malz, in Chile als „Malta“ bekannt, wird in einem mit Eiweiß zubereiteten Cocktail getrunken und kann andere Zutaten wie Minze, geröstetes Weizenmehl und Coca-Cola enthalten.
- Chilenische Michelada: Es ist ein Getränk mexikanischen Ursprungs, aber die chilenische Variante enthält Merkén (traditionelles Mapuche-Gewürz) anstelle einer anderen würzigen Zutat.

## Bierveranstaltungen
In Valdivia ist die Feier des Bierfestes seit seiner ersten Version im 2003 im chilenischen Sommer beliebt. 1984 fand in der Gemeinde Llanquihue das erste „Bierfest am See“ statt, das wiederum das erste seiner Art war in dem Land.
In Malloco, einem Dorf in der Gemeinde Peñaflor, wird jedes Jahr eine chilenische Version des Oktoberfestes gefeiert. Durch diese Veranstaltung bewahren und verbreiten deutschstämmige Familien bayerischer Abstammung ihre Traditionen.